# Jean-Antoine Nollet

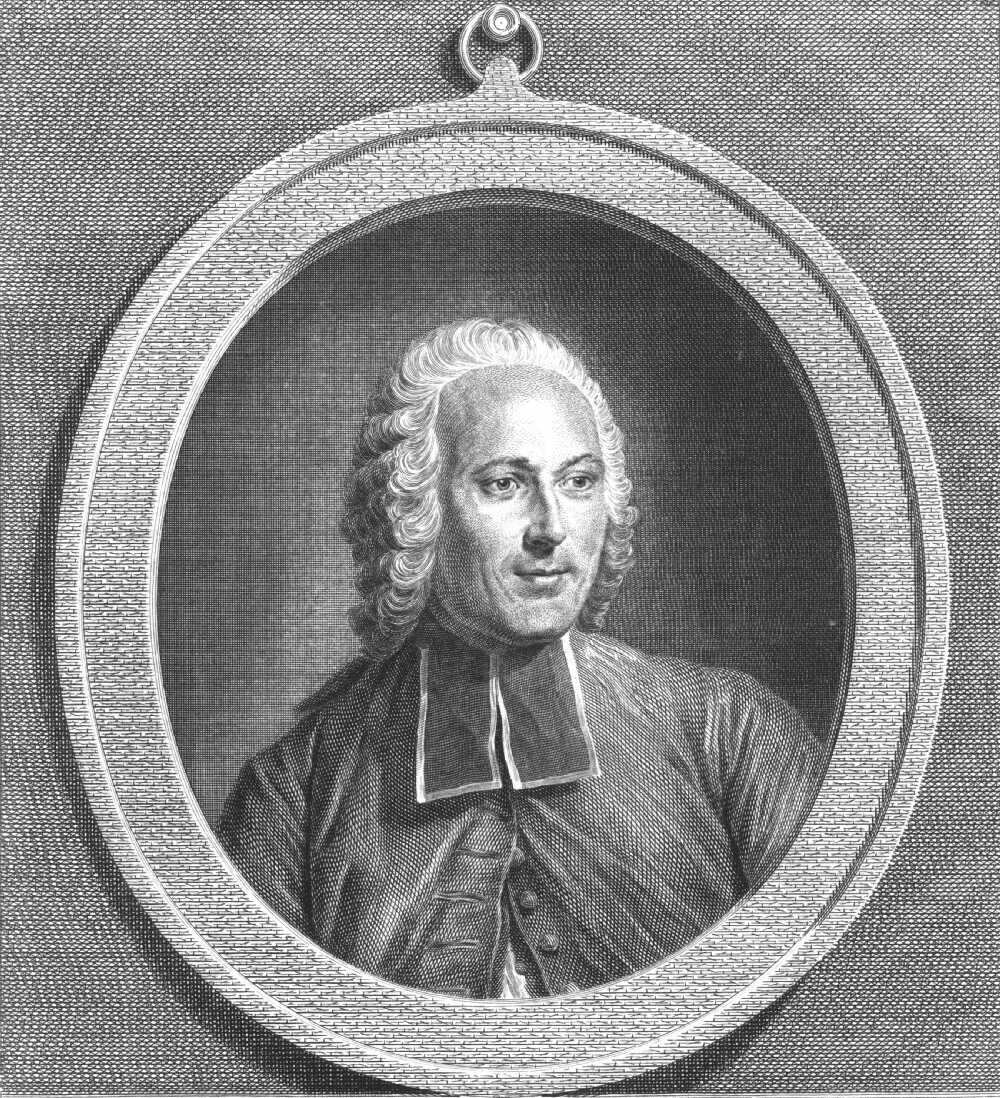
Jean-Antoine Nollet

O abade Jean-Antoine Nollet (Pimprez, Oise, 19 de novembro de 1700 – Paris, 25 de abril de 1770) foi um clérigo, físico e professor universitário francês.

## Biografia
Nascido de pais camponeses, foi enviado para estudar em Clermont e Beauvais. Mais tarde, ele foi para Paris para se preparar para o sacerdócio. Em 1728, ele recebeu o diaconato e solicitou imediatamente permissão para pregar. Até o fim de sua vida, foi conhecido como Abade Nollet.
Uma das primeiras realizações de Nollet foi desenhar novos mapas do mundo, com base nos resultados de recentes expedições holandesas e inglesas. Nollet projetou e montou um Globo Terrestre, dedicado em 1728⁣ a ⁣duquesa de Maine, esposa do filho ilegítimo mais velho de Luís XIV. A duquesa era a patrona mais importante de Nollet e tia do conde de Clermont. Em 1730, projetou e montou o Globo Celestial, que mostra um mapa do céu noturno, dedicado a Louis de Bourbon, conde de Clermont.
Era particularmente interessado pelo novo campo da eletricidade, que estudou com a ajuda de Charles Du Fay e René-Antoine Ferchault de Réaumur. Nollet foi o primeiro a reconhecer a importância das pontas afiadas nos condutores na descarga de eletricidade. Também estudou a condução de eletricidade em tubos, em fumaça, vapores, vapor, a influência de cargas elétricas na evaporação, vegetação e vida animal. Descobriu a osmose.
Em 1734, foi para Londres e tornou-se membro da Royal Society; em 1735, começou em Paris, às suas próprias custas, um curso de física experimental que continuou até 1760. Por meio de seus contatos com a Société des Arts, conheceu membros da aristocracia que eventualmente se tornaram seus patronos e amigos. Em 1738, o Cardeal Fleury criou uma cadeira pública de física experimental para Nollet. Em 1739, ele entrou para a Academia de Ciências, tornando-se membro associado em 1742 e pensionista em 1758. Ainda em 1739, o Rei da Sardenha o chamou a Turim para instruir o Duque de Saboia e fornecer os instrumentos necessários para a nova cadeira de física na universidade. Após lecionar por um curto período em Bordeaux, ele foi chamado a Versalhes para instruir o delfim em ciências experimentais.
Descobriu a difusão dos líquidos e estudou como o som se propaga em meio líquido. Em 1750, inventou um eletroscópio com lâminas de ouro. Desenvolveu uma teoria de atração e repulsão elétrica que supunha a existência de um fluxo contínuo de matéria elétrica entre corpos carregados, levando a debates com Benjamin Franklin. Mostrou a eficiência da pulverização eletrostática. Produziu alterações no frasco de Leiden, inventado por Pieter van Musschenbroek, substituindo a água contida no recipiente por lâminas de estanho ou de cobre. Projetou e descreveu em seus livros muitos instrumentos, como um pirômetro, uma bomba de incêndio, uma prensa, além de introduzir uma lanterna mágica (antiga precursora do cinema) para ilustrar visualmente seus ensinamentos.
Jean-Antoine Nollet foi nomeado como primeiro professor de física experimental no Collège de Navarre, da Universidade de Paris, em 1753. Em 1758, ele foi nomeado "Professor de Física para as Crianças Reais" e estabeleceu o Cabinet des Physiques para Luís XV, rei da França. Em 1761, ele lecionou na escola de artilharia em Mézières. Nollet também foi membro do Instituto de Bolonha e da Academia de Ciências de Erfurt.
Nollet contribuiu para o "Recueil de l'Académie des Sciences" (1740-67) e o "Philosophical Transactions of the Royal Society"; entre suas obras, inclui: "Programme d'un cours de physique expérimentale" (Paris, 1738); "Leçons de physique expérimentale" (Paris, 1743); "Recherches sur les causes particulières des phénomenes électriques" (Paris, 1749); "L'art des expériences" (Paris, 1770).